# Královice (tvrz)
Královice jsou tvrz ve stejnojmenné pražské čtvrti. Jedná se o renesanční tvrz se středověkým gotickým jádrem a přilehlým hospodářským dvorem. Ze starobylé tvrze dnes zbývá především dvacet metrů vysoká věž o půdorysu 10,5 × 10,5 metrů, která stojí v západní části areálu rozpadlého hospodářského dvora, vybudovaného v 19. století. Věž je nepřístupná. Areál tvrze s hospodářským dvorem je ve vlastnictví společnosti s ručením omezeným Nové Královice, která je od roku 2013 dceřinou společností JMM Capital a která prezentuje svůj záměr přestavby tohoto území v rámci developerského projektu.

## Historie

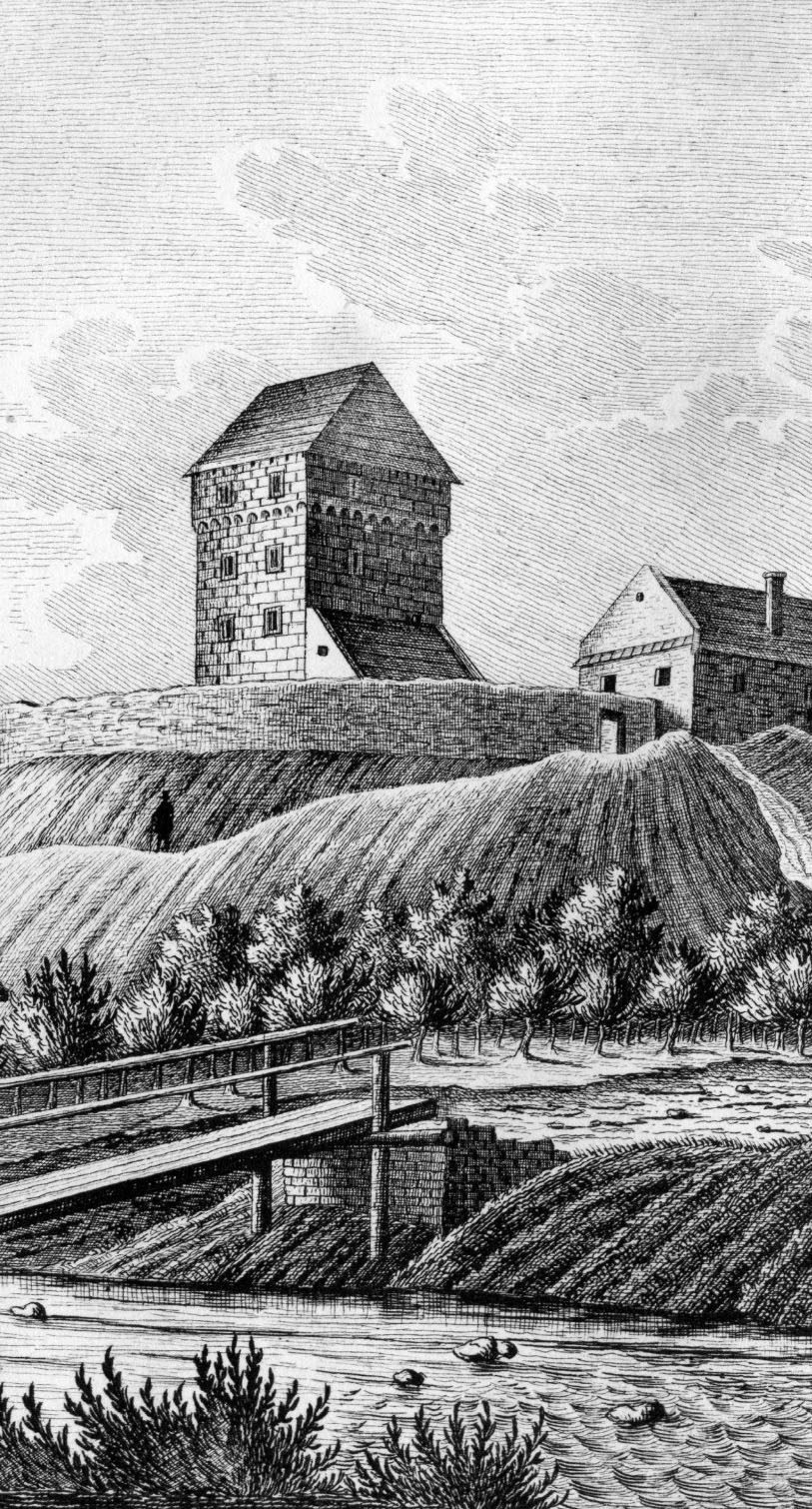
Královická tvrz na rytině F. A. Hebera z roku 1846

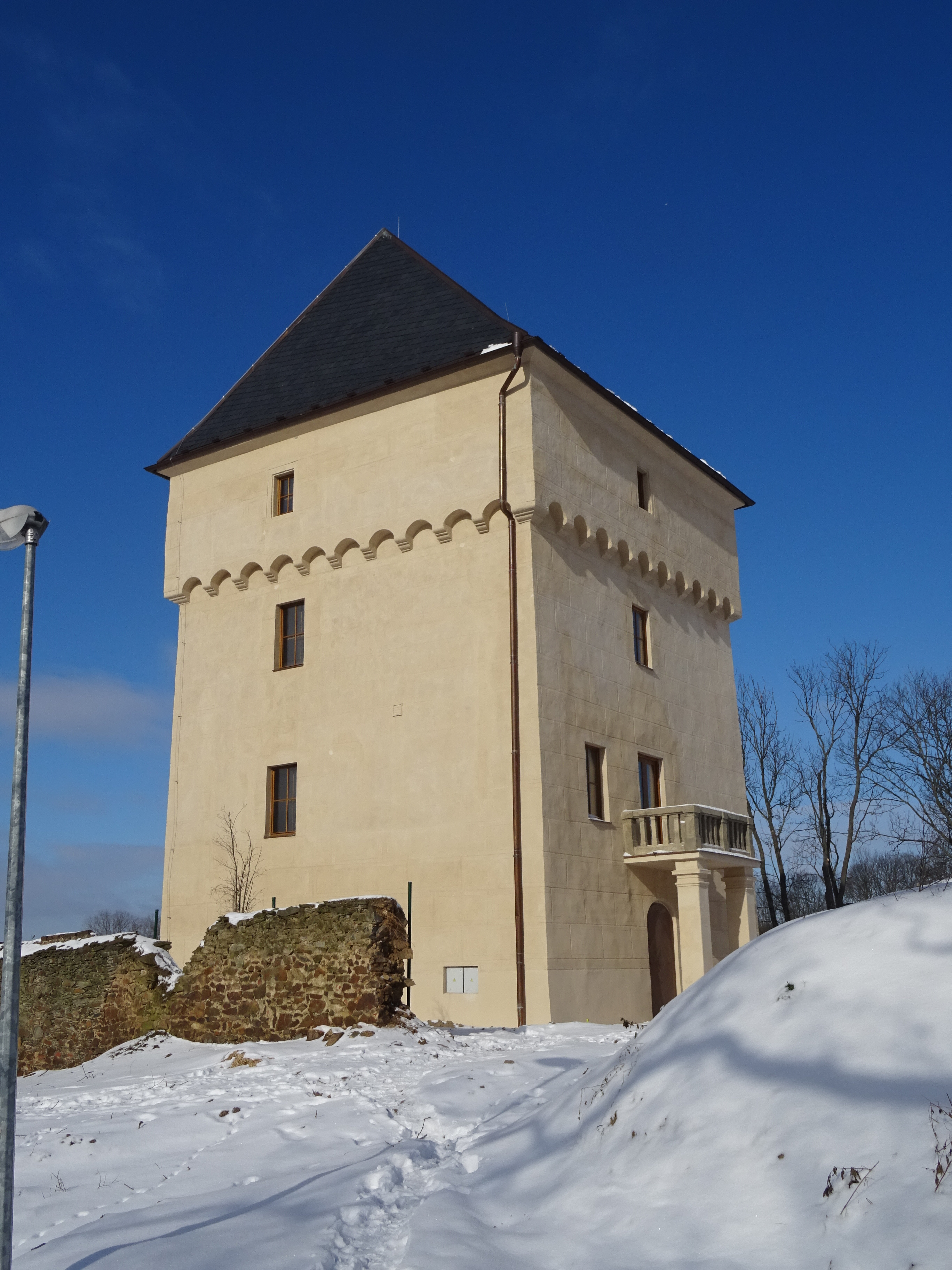
Věž po rekonstrukci v roce 2021

Třípatrová tvrz vznikla v Královicích pravděpodobně ve druhé polovině 14. století. První písemná zmínka o ní je z roku 1388, kdy ji její majitel Pešík z Komárova prodal spolu s dvorcem Janovi ze Sušice. V roce 1431 na tvrzi zřejmě sídlil Václav z Královic, o deset let později Jan Chyba z Chlumu. Jeden z pozdějších majitelů, Mikuláš Skalský z Dubu († 1588), podle letopočtu na jižní straně věže v roce 1562 vyzdobil fasádu věže sgrafity a přistavěl vřetenové schodiště. Majitelům Janu Jindřichu Rozenhajnovi z Janovic a jeho manželce Elišce byla tvrz a jiný majetek za pro účast na stavovském povstání zkonfiskována.
Od dvacátých let 17. století tvrz sloužila pouze pro zajištění provozu poplužního dvora. Po roce 1945 nebyla využívána. V sedmdesátých letech 20. století existoval projekt na záchranu a rekonstrukci tvrze (měla sloužit muzejním účelům). Jeden z posledních majitelů, Výzkumný ústav živočišné výroby ČSAV, provedl opravné práce, ale zároveň došlo ke zboření renesančního přístavku u severního průčelí.
V roce 2017 se novým majitelem tvrze stala soukromá společnost, která již v roce 2016 a poté znovu v roce 2018 projednala s orgány památkové péče návrhy na revitalizaci celého areálu (rekonstrukce historických objektů včetně restaurování umělecko-historických prvků, integraci novostaveb a krajinné úpravy okolí). V roce 2021 je finalizována rekonstrukce věže tvrze a pokračuje stavba nových rezidenčních objektů.